# Helena Walicka
Helena Walicka (ur. 30 maja 1935 w Rabie Wyżnej, zm. 18 listopada 2022) – polska robotnica, poseł na Sejm PRL V kadencji

## Życiorys
Uzyskała wykształcenie podstawowe. Była brygadzistką w Nowotarskich Zakładach Przemysłu Skórzanego Podhale w Nowym Targu. W 1969 uzyskała mandat posła na Sejm PRL w okręgu Nowy Sącz z ramienia Polskiej Zjednoczonej Partii Robotniczej. W trakcie kadencji zasiadała w Komisji Przemysłu Lekkiego oraz w Komisji Przemysłu Lekkiego, Rzemiosła i Spółdzielczości Pracy. Odznaczona Brązowym Krzyżem Zasługi.